# Uschi Disl

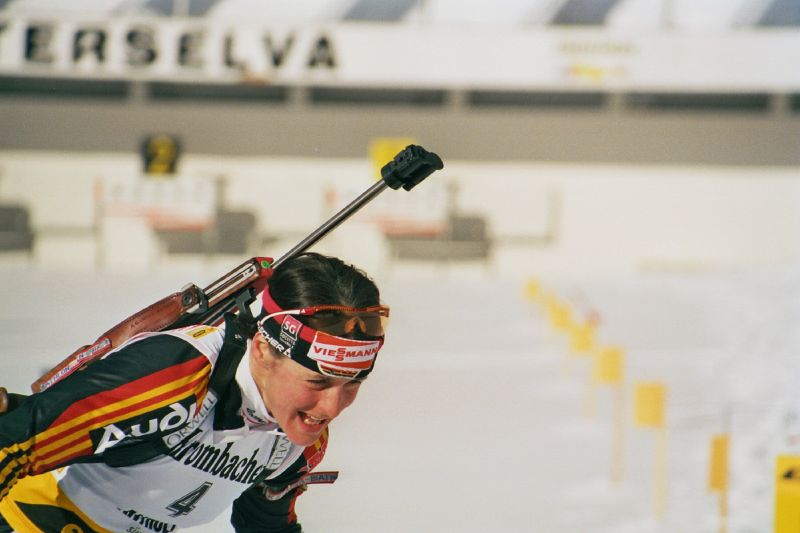
Disl in 2006

Uschi Disl (Bad Tölz, 15 november 1970) is een voormalige Duitse biatlete. Ze begon met deze sport in 1986 en maakte in 1990 haar debuut in de Duitse ploeg in een wereldbekerwedstrijd. Sedertdien heeft ze een lange erelijst vergaard, individueel en als lid van de Duitse aflossingsploeg, in de wereldbeker, in wereldkampioenschappen en op Olympische Spelen. Haar sterkste punt is het skilopen; zij is een van de snelste skiesters onder de biatletes. Bij het schieten loopt het echter nogal eens fout.
Uschi Disl werd verkozen tot Duitse sportvrouw van het jaar 2005. Aan het einde van het seizoen 2005/2006 kondigde ze aan dat ze een punt zette achter haar biatloncarrière.

## Resultaten

### Olympische Winterspelen
| Jaar | Plaats         | Onderdeel   | Onderdeel | Onderdeel     | Onderdeel  | Onderdeel |
| Jaar | Plaats         | Individueel | Sprint    | Achtervolging | Massastart | Estafette |
| ---- | -------------- | ----------- | --------- | ------------- | ---------- | --------- |
| 1992 | Calgary        | 24e         | 11e       |               |            | ↑         |
| 1994 | Lillehammer    | ↑           | 13e       | ↑             |            |           |
| 1998 | Nagano         | ↑           | ↑         | ↑             |            |           |
| 2002 | Salt Lake City | 12e         | ↑         | 9e            | ↑          |           |
| 2006 | Turijn         | 12e         | 34e       | 10e           | ↑          | –         |

### Wereldkampioenschappen
| Jaar | Plaats            | Onderdeel                               | Onderdeel                               | Onderdeel                               | Onderdeel                               | Onderdeel                               | Onderdeel          | Onderdeel |
| Jaar | Plaats            | Individueel                             | Sprint                                  | Achtervolging                           | Massastart                              | Estafette                               | Gemengde estafette | Team      |
| ---- | ----------------- | --------------------------------------- | --------------------------------------- | --------------------------------------- | --------------------------------------- | --------------------------------------- | ------------------ | --------- |
| 1991 | Lahti             | 8e                                      | 5e                                      |                                         |                                         | Brons                                   |                    | 4e        |
| 1992 | Novosibirsk       |                                         |                                         |                                         | Goud                                    |                                         |                    |           |
| 1993 | Borovets          | 8e                                      | 34e                                     | 4e                                      | 8e                                      |                                         |                    |           |
| 1994 | Canmore           |                                         |                                         |                                         | 4e                                      |                                         |                    |           |
| 1995 | Antholz           | Zilver                                  | Zilver                                  | Goud                                    | Zilver                                  |                                         |                    |           |
| 1996 | Ruhpolding        | 27e                                     | 35e                                     | Goud                                    | Goud                                    |                                         |                    |           |
| 1997 | Brezno-Osrblie    | 13e                                     | 13e                                     | 4e                                      | Goud                                    | –                                       |                    |           |
| 1998 | Pokljuka          |                                         |                                         | 15e                                     |                                         | –                                       |                    |           |
| 1999 | Kontiolahti       | 9e                                      | 34e                                     | 11e                                     | 7e                                      | Goud                                    |                    |           |
| 2000 | Oslo Holmenkollen | 8e                                      | 7e                                      | Zilver                                  | 8e                                      | Zilver                                  |                    |           |
| 2001 | Pokljuka          | 11e                                     | Zilver                                  | 11e                                     | 24e                                     | Zilver                                  |                    |           |
| 2002 | Oslo Holmenkollen | Niet gehouden vanwege Olympische Spelen | Niet gehouden vanwege Olympische Spelen | Niet gehouden vanwege Olympische Spelen | –                                       |                                         |                    |           |
| 2003 | Chanty-Mansiejsk  | –                                       | 34e                                     | 13e                                     | 21e                                     | Brons                                   |                    |           |
| 2004 | Oberhof           | –                                       | –                                       | –                                       | 9e                                      | –                                       |                    |           |
| 2005 | Hochfilzen        | 34e                                     | Goud                                    | Goud                                    | 10e                                     | Zilver                                  | Brons              |           |
| 2006 | Pokljuka          | Niet gehouden vanwege Olympische Spelen | Niet gehouden vanwege Olympische Spelen | Niet gehouden vanwege Olympische Spelen | Niet gehouden vanwege Olympische Spelen | Niet gehouden vanwege Olympische Spelen | –                  |           |

### Wereldbeker
Eindklasseringen
| Seizoen   | Algemeen | Individueel | Sprint | Achtervolging | Massastart |
| --------- | -------- | ----------- | ------ | ------------- | ---------- |
| 1990/1991 | 4e       |             |        |               |            |
| 1991/1992 | 5e       |             |        |               |            |
| 1992/1993 | 16e      |             |        |               |            |
| 1993/1994 | 4e       |             |        |               |            |
| 1994/1995 | Brons    |             |        |               |            |
| 1995/1996 | Zilver   |             |        |               |            |
| 1996/1997 | Zilver   | Goud        | Goud   | 5e            |            |
| 1997/1998 | Zilver   | Zilver      | Zilver | Zilver        |            |
| 1998/1999 | Brons    | Goud        | 5e     | Brons         | Zilver     |
| 1999/2000 | 8e       | –           | –      | –             | –          |
| 2000/2001 | 6e       | 14e         | 6e     | 6e            | 5e         |
| 2001/2002 | Brons    | 12e         | Brons  | Brons         | 4e         |
| 2002/2003 | 7e       | 25e         | 6e     | 8e            | 4e         |
| 2003/2004 | 4e       | 17e         | 6e     | 4e            | Brons      |
| 2004/2005 | 5e       | 10e         | 4e     | 5e            | 25e        |
| 2005/2006 | 5e       | 11e         | 8e     | 7e            | 4e         |